# Morganella morganii
Morganella morganii è una specie di batterio gram-negativo. È una specie conosciuta per essere commensale del tratto intestinale umano, dei mammiferi e dei rettili. Malgrado la sua ampia distribuzione e presenza innocua, M.morgani è considerata come una causa di infezioni postoperatorie e del tratto urinario, presentando pertanto un rischio per la salute.

## Storia
Morganella morganii è stata descritta per la prima volta dal batteriologo britannico H de R.Morgan, nel 1906, isolandolo dagli sgabelli usati da neonati che stavano soffrendo di "diarrea estiva". Più tardi, nel 1919, Wislow et al. nominò il bacillo scoperto da Morgan come Bacillus morganii. Nel 1936, Rauss lo nominò come Proteus morganii.
Nel 1943 il batteriologo Fulton dimostrò mediante analisi d'ibridazione del DNA che B.columbensis e P.morgani erano la stessa specie e, per classificare meglio questa nuova specie, creò il genere Morganella.
Nel 1962, un articolo scritto da Ewig re-identificò M.columbensis come Escherichia coli, rimuovendolo dal genere Morganella.

## Microbiologia

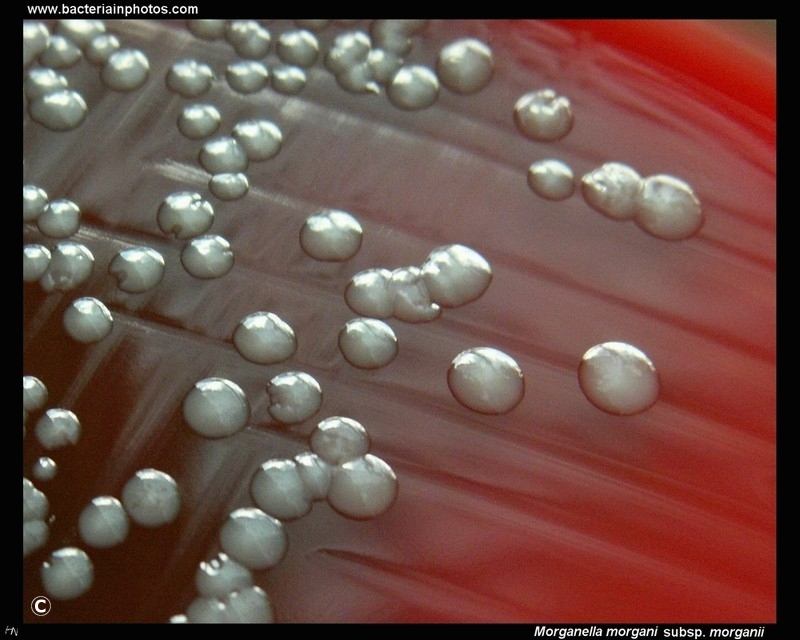
Morganella morganii cresciuta su una placca di agar agar.

Morganella morganii è un anaerobico facoltativo, ossidasi-negativo. Le colonie formate da questo microorganismo appaiono di colore bianco pallido e opaco quando crescono sulle placche di agar. Le cellule sono di forma rotonda di un diametro tra gli 0,6 e gli 0,7 μm di diametro e gli 1 e gli 1,7 µm di lunghezza. Possono muoversi grazie alla presenza di un flagello, ma non sopra i 30 °C.
M.morgani può produrre enzima catalasi per convertire il perossido d'idrogeno in acqua e ossigeno: questa è un enzima comune facilmente riscontrabile in varie specie batteriane. Inoltre è capace di dividere il triptofano in piruvato e ammonio.